# Canton de Castres-2
Le canton de Castres-2 est une circonscription électorale française du département du Tarn.

## Histoire
Un nouveau découpage territorial du Tarn entre en vigueur à l'occasion des premières élections départementales suivant le décret du 17 février 2014. Les conseillers départementaux sont, à compter de ces élections, élus au scrutin majoritaire binominal mixte. Les électeurs de chaque canton élisent au Conseil départemental, nouvelle appellation du Conseil général, deux membres de sexe différent, qui se présentent en binôme de candidats. Les conseillers départementaux sont élus pour 6 ans au scrutin binominal majoritaire à deux tours, l'accès au second tour nécessitant 12,5 % des inscrits au 1er tour. En outre la totalité des conseillers départementaux est renouvelée. Ce nouveau mode de scrutin nécessite un redécoupage des cantons dont le nombre est divisé par deux avec arrondi à l'unité impaire supérieure si ce nombre n'est pas entier impair, assorti de conditions de seuils minimaux. Dans le Tarn, le nombre de cantons passe ainsi de 46 à 23.
Le canton de Castres-2 est formé de communes des anciens cantons de Roquecourbe (5 communes) et de Mazamet-Nord-Est (1 commune) et d'une fraction de la commune de Castres. Il est entièrement inclus dans l'arrondissement de Castres. Le bureau centralisateur est situé à Castres.

## Représentation
| Période élective | Période élective | Mandat | Mandat                 | Identité                  | Nuance | Nuance | Qualité |
| ---------------- | ---------------- | ------ | ---------------------- | ------------------------- | ------ | ------ | --- |
| 2015             | 2021             | 2015   | 2021                   | Régine Massoutié-Girardet |        | LR     | Assistante de direction Ancienne conseillère générale du Canton de Castres-Est (2010-2015)                      |
| 2015             | 2021             | 2015   | avril 2018 (démission) | Jacques Thouroude         |        | LR     | Conseiller régional, adjoint au maire de Castres Ancien conseiller général du Canton de Castres-Est (2001-2010) |
| 2015             | 2021             | 2018   | 2021                   | Serge Sérieys             |        | DVD    | Ancien fonctionnaire de police Maire de Burlats                                                                 |
| 2021             | 2028             | 2021   | en cours               | Régine Massoutié-Girardet |        | LR     | Conseillère sortante                                                                                            |
| 2021             | 2028             | 2021   | en cours               | Serge Sérieys             |        | DVD    | Conseiller sortant                                                                                              |

### Résultats détaillés

#### Élections de mars 2015
À l'issue du 1er tour des élections départementales de 2015, trois binômes sont en ballottage : Régine Massoutié et Jacques Thouroude (UMP, 35,03 %), Jean-Bernard De San Nicolas et Sandrine Gaudimier (FN, 32,11 %) et Martine Gilmer et Alain Soppelsa (PS, 23,97 %). Le taux de participation est de 55,93 % (6 536 votants sur 11 687 inscrits) contre 58,71 % au niveau départemental et 50,17 % au niveau national.
Au second tour, Régine Massoutié et Jacques Thouroude (UMP) sont élus avec 40,57 % des suffrages exprimés et un taux de participation de 58,4 % (2 628 voix pour 6 825 votants et 11 686 inscrits).

#### Élections de juin 2021
Le premier tour des élections départementales de 2021 est marqué par un très faible taux de participation (33,26 % au niveau national). Dans le canton de Castres-2, ce taux de participation est de 35,91 % (4 211 votants sur 11 725 inscrits) contre 39,08 % au niveau départemental. À l'issue de ce premier tour, deux binômes sont en ballottage : Martine Gilmer et Denis Soliveres (Union au centre, 39,15 %) et Régine Massoutié-Girardet et Serge Sérieys (DVD, 34,14 %).
Le second tour des élections est marqué une nouvelle fois par une abstention massive équivalente au premier tour. Les taux de participation sont de 34,36 % au niveau national, 39,14 % dans le département et 37,46 % dans le canton de Castres-2. Régine Massoutié-Girardet et Serge Sérieys (DVD) sont élus avec 50,28 % des suffrages exprimés (1 994 voix pour 4 393 votants et 11 726 inscrits),,.

## Composition
| Nom                             | Code Insee | Intercommunalité            | Superficie (km2) | Population (dernière pop. légale)               | Densité (hab./km2) | Modifier                                    |
| ------------------------------- | ---------- | --------------------------- | ---------------- | ----------------------------------------------- | ------------------ | ------------------------------------------- |
| Castres (bureau centralisateur) | 81065      | CA de Castres-Mazamet       | 98,17            | Fraction : 9 889 (2022) Commune : 42 700 (2022) | 435                | modifier les données · modifier les données |
| Burlats                         | 81042      | CC Sidobre Vals et Plateaux | 32,62            | 2 010 (2022)                                    | 62                 | modifier les données · modifier les données |
| Montfa                          | 81177      | CC Sidobre Vals et Plateaux | 10,69            | 468 (2022)                                      | 44                 | modifier les données · modifier les données |
| Roquecourbe                     | 81227      | CC Sidobre Vals et Plateaux | 16,65            | 2 181 (2022)                                    | 131                | modifier les données · modifier les données |
| Saint-Germier                   | 81252      | CC Sidobre Vals et Plateaux | 4,16             | 156 (2022)                                      | 38                 | modifier les données · modifier les données |
| Saint-Jean-de-Vals              | 81256      | CC Sidobre Vals et Plateaux | 4,75             | 84 (2022)                                       | 18                 | modifier les données · modifier les données |
| Saint-Salvy-de-la-Balme         | 81269      | CC Sidobre Vals et Plateaux | 18,36            | 528 (2022)                                      | 29                 | modifier les données · modifier les données |
| Canton de Castres-2             | 8108       |                             |                  | 15 316 (2022)                                   |                    | modifier les données                        |

Le canton de Castres-2 comprend :
1. six communes,
2. la partie de la commune de Castres située au nord et à l'est d'une ligne définie par l'axe des voies et limites suivantes : depuis la limite territoriale de la commune de Saint-Germier, avenue d'Albi (route départementale 612), chemin de la Verdarié, chemin du Rosé, limite sud des parcelles cadastrales 23, 123, 129, 16, 13 et 12 jusqu'au chemin de la Fosse, limite nord de la parcelle cadastrale OA feuille 5 jusqu'à la route de Puech-Auriol, ruisseau de Roudil jusqu'au chemin rural reliant le chemin des Amialhes et le ruisseau de Roudil, ligne droite orientée est/ouest jusqu'à la jonction des parcelles cadastrales OA feuille 5, HI feuille1 et CX feuille 1, route de Puech-Auriol jusqu'au chemin des Amialhes, ligne joignant les extrémités nord-est et nord-ouest de la parcelle cadastrale CV feuille 1 jusqu'au chemin de la Fosse, rue Saint-Jean, chemin du Pont-Saint-Jean, ligne droite jusqu'à la limite nord de la parcelle cadastrale AR feuille 1, limite nord de la parcelle cadastrale AR feuille 1, avenue de Roquecourbe à partir du ruisseau du Rosé, cours de l'Agout, ligne droite perpendiculaire au cours de l'Agout pour rejoindre le point le plus au nord de la rue Sœur-Audenet, rue Sœur-Audenet, avenue Jean-Moulin, boulevard du Maréchal-Joffre, rue Peraudel, avenue du Lieutenant-Jacques-Deplats, rue Paul-Barthes, rue Ernest-Barthe, chemin de Saint-Hippolyte, lotissement des Tuileries (inclus), ligne droite reliant le chemin de Saint-Hippolyte à la Durenque, cours de la Durenque, avenue Charles-de-Gaulle (route départementale 612), route de Mazamet, jusqu'à la limite territoriale de la commune de Lagarrigue.

## Démographie
En 2022, le canton comptait 15 316 habitants, en évolution de −1,6 % par rapport à 2016 (Tarn : +2,52 %, France hors Mayotte : +2,11 %).
| 2013   | 2018   | 2022   |
| ------ | ------ | ------ |
| 15 501 | 15 257 | 15 316 |